# Stadion Narodowy Laosu
Stadion Narodowy Laosu lub Chao Anouvong Stadium – to wielofunkcyjny stadion w Wientianie w Laosie. Jest obecnie używany głównie dla meczów piłki nożnej. Stadion mieści 20 000 osób. Stadion Narodowy położony jest na skrzyżowaniu ulic Khounboulom i Le Ky Huong w centrum Wientianu, mniej niż 1 km na północny zachód od Pałacu Prezydenckiego i przyległy do Wientiańskiego Klubu Tenisowego. Biura Laotańskiego Komitetu Olimpijskiego znajdują się na stadionie, i istnieje kilka obiektów treningowych dla lekkoatletów. Mały sklep sportowy na ulicy Khounboulom ulicy sprzedaje narodowe koszulki.